# Jolanta Kozak
Maria Jolanta Kozak (ur. 22 lipca 1951 w Łodzi) – polska tłumaczka anglojęzycznych książek i wierszy autorów angielskich i amerykańskich. 

## Życiorys
Absolwentka anglistyki. Po studiach pracowała w czasopiśmie „Na Przełaj”. Debiut translatorski w czasopiśmie w 1974, książkowy w 1980.
Jest członkinią Stowarzyszenia Pisarzy Polskich. 
W latach 90. wyróżniona przez SPP za przekład książki Johna Irvinga Regulamin tłoczni win. W 2008 wyróżniona nagrodą „Literatury na Świecie” za przekład książki „Spisek przeciwko Ameryce” Philipa Rotha. W 2016 nominowana do Nagrody Literackiej Gdynia w kategorii przekład na język polski za Krótkie wywiady z paskudnymi ludźmi Davida Wallace’a. Laureatka Nagrody literackiej ZAiKS-u dla tłumaczy (2017). 
Jest autorką książki Przekład literacki jako metafora (2009).

## Przekłady
- William Wharton – Ptasiek, Tato, W księżycową jasną noc
- John Irving – Regulamin tłoczni win
- Lewis Carroll – Alicja w Krainie Czarów, Alicja po tamtej stronie lustra
- Edgar Allan Poe – Kruk, Opowieści tajemnicze i szalone
- William Blake – Tygrys
- Kurt Vonnegut – Syreny z Tytana, Witajcie w małpiarni, W dniu urodzin Wandy June, Recydywista
- Jonathan Carroll – Kraina Chichów
- Philip Roth – Konające zwierzę, Spisek przeciwko Ameryce (nagroda Literatury na Świecie w 2008 roku)
- Lemony Snicket (właściwie Daniel Handler) – Seria niefortunnych zdarzeń
- Timothy Mo – Kwaśno-słodko, Małpi król
- Alexander McCall Smith – Angus od snów. Celtycki bóg snów
- Vladimir Nabokov – Wykłady o Don Kichocie
- A.A. Milne – Dawno, dawno temu...
- Marsha Mehran – Zupa z granatów
- Simone de Beauvoir – Listy do Nelsona Algrena
- Jacqueline Wilson – Dziewczyny się odchudzają, Dziewczyny się zakochują, Podwójna rola
- David A. Richards – Grzech miłosierdzia
- Alex Shearer – Prędkość mroku
- Ahdaf Soueif – Mapa miłości
- Helen Oyeyemi – Mała Ikar
- Judy Budnitz – Gdybym ci kiedyś powiedziała
- T.H. White – cykl Był sobie raz na zawsze król: Miecz dla Króla, Wiedźma z lasu, Rycerz spod Ciemnej Gwiazdy, Świeca na wietrze, Księga Merlina
- Chinua Achebe – Wszystko rozpada się
- David Foster Wallace – Krótkie wywiady z paskudnymi ludźmi
- Norman Spinrad – Jeździec na pochodni